# Luciola italica
Luciola italica är en skalbaggsart som först beskrevs av Carl von Linné 1767.  Luciola italica ingår i släktet Luciola, och familjen lysmaskar. Arten har ej påträffats i Sverige.